# Glicéria de Heracleia
Santa Glicéria (em grego:  Γλυκερία; morreu ca. 177 em Heracleia, Propôntida) - santa cristã primitiva, virgem romana.
Segundo a lenda cristã, ela foi forçada a prestar homenagem a uma estátua de pedra de Júpiter, mas a destruiu enquanto estava diante dela. A virgem foi presa por isso e depois sentenciada a ser despedaçada por animais selvagens. Ela, no entanto, não foi despedaçada. Antes que os animais lhe causassem algum mal, Glicéria morreu mártir virgem em Heracleia. Suas relíquias derramaram a substância conhecida como Óleo dos Santos, e seu nome significa "doçura".
Ela é homenageada em 13 de maio (na liturgia ortodoxa oriental). Ela é reconhecida principalmente como uma santa cristã oriental e perdeu popularidade como santa católico.